# Olaf Radke
Olaf Radke (* 22. Dezember 1922 in Stuttgart; † 27. Juli 1972) war ein hessischer Politiker (SPD) und Abgeordneter des Hessischen Landtags.

## Ausbildung und Beruf
Olaf Radke besuchte die Handelsschule und arbeitete als technischer Zeichner. 1941 machte er das Abitur nach, wurde jedoch im gleichen Jahr zum Kriegsdienst eingezogen. Nach Kriegsende studierte er in Jena Germanistik und Rechtswissenschaften. Ab 1948 arbeitete er als Jurist für die IG Metall und stieg dort bis in den Bundesvorstand auf.

## Politik
Olaf Radke war Mitglied der SPD. Vom 1. Dezember 1950 bis zum 30. November 1954 und erneut vom 9. Oktober 1956 bis zu seinem Tod am 27. Juli 1972 war er Mitglied des Hessischen Landtags. Er war 1954, 1959 und 1964 Mitglied der Bundesversammlung.